# Amor ciego (programa de televisión)
Amor Ciego fue un programa de citas chileno conducido por la actriz Katty Kowaleczko. Fue la propuesta de reality show de Canal 13 para el primer trimestre de 2008. El reality fue mucho más exitoso que su antecesor Fama, por esto se produjo una secuela, Amor Ciego 2.

## Participantes

### Protagonista
La mujer que fue el objeto de conquista de los participantes (Llamada "Princesa") fue:
- Carolina Bastias - Modelo.

### Pretendientes
| Participante                                                | Edad | Resultado final                                   | Resultado anterior                                |
| ----------------------------------------------------------- | ---- | ------------------------------------------------- | ------------------------------------------------- |
| Edmundo Varas - Preparador Físico                           | 25   | 1.er Lugar de Amor Ciego: El reality del amor     |                                                   |
| Sebastián Carter - Periodista                               | 24   | 2.º Lugar de Amor Ciego: El reality del amor      |                                                   |
| Félix Soumastre - Productor de Eventos                      | 28   | 3.er Lugar de Amor Ciego: El reality del amor     |                                                   |
| Rodrigo Figueroa - Estudiante de Administración de Empresas | 22   | 23.º Eliminado de Amor Ciego: El reality del amor |                                                   |
| Nicolás Stange - Músico                                     | 28   | 22.º Eliminado de Amor Ciego: El reality del amor |                                                   |
| Andrés Marín - Ingeniero en Marketing                       | 26   | 21.º Eliminado de Amor Ciego: El reality del amor |                                                   |
| Arie Elbelman - Publicista                                  | 24   | 20.º Eliminado de Amor Ciego: El reality del amor | 1.er Eliminado de Amor Ciego: El reality del amor |
| Flavio Cagueo - Animador                                    | 29   | 19.º Eliminado de Amor Ciego: El reality del amor |                                                   |
| Tomás Castillo - Estudiante de Kinesiología                 | 23   | 18.º Eliminado de Amor Ciego: El reality del amor |                                                   |
| Pablo Iturra - Estudiante de Ingeniería                     | 21   | 17.º Eliminado de Amor Ciego: El reality del amor |                                                   |
| Sergio Morales - Estudiante de Periodismo                   | 25   | 16.º Eliminado de Amor Ciego: El reality del amor |                                                   |
| Jorge Pavéz - Comunicador Audiovisual                       | 29   | 15.º Eliminado de Amor Ciego: El reality del amor |                                                   |
| Stefano Franzini - Estudiante de Ingeniería                 | 25   | 14.º Eliminado de Amor Ciego: El reality del amor |                                                   |
| Pablo Villalón - Preparador Físico                          | 24   | 13.º Eliminado de Amor Ciego: El reality del amor |                                                   |
| Javier San Juan - Estudiante de Ingeniería                  | 23   | 12.º Eliminado de Amor Ciego: El reality del amor |                                                   |
| Víctor Vinagre - Diseñador Gráfico                          | 24   | 11.º Eliminado de Amor Ciego: El reality del amor |                                                   |
| Oscar Carrasco - Músico / Actor                             | 24   | 10.º Eliminado de Amor Ciego: El reality del amor |                                                   |
| Harold Delgado - Ingeniero en Administración de Empresas    | 27   | 9.º Eliminado de Amor Ciego: El reality del amor  |                                                   |
| Javier Meneses - Estudiante de Diseño Industrial            | 23   | 8.º Eliminado de Amor Ciego: El reality del amor  |                                                   |
| Giovanny Rivera - Estudiante de Turismo                     | 24   | 7.º Eliminado de Amor Ciego: El reality del amor  |                                                   |
| Sebastián Salas - Estudiante de Tecnología Médica           | 23   | 6.º Eliminado de Amor Ciego: El reality del amor  |                                                   |
| Harry Figueroa - Estudiante de Administración               | 25   | 5.º Eliminado de Amor Ciego: El reality del amor  |                                                   |
| José Araya - Diseñador Gráfico                              | 29   | 4.º Eliminado de Amor Ciego: El reality del amor  |                                                   |
| Pablo Sasso                                                 | 23   | 3.er Eliminado de Amor Ciego: El reality del amor |                                                   |
| David Soto - Diseñador Industrial                           | 24   | 2.º Eliminado de Amor Ciego: El reality del amor  |                                                   |

## Competencia
| Pretendiente | Episodios (1 - 25) | Episodios (1 - 25) | Episodios (1 - 25) | Episodios (1 - 25) | Episodios (1 - 25) | Episodios (1 - 25) | Episodios (1 - 25) | Episodios (1 - 25) | Episodios (1 - 25) | Episodios (1 - 25) | Episodios (1 - 25) | Episodios (1 - 25) | Episodios (1 - 25) | Episodios (1 - 25) | Episodios (1 - 25) | Episodios (1 - 25) | Episodios (1 - 25) | Episodios (1 - 25) | Episodios (1 - 25) | Episodios (1 - 25) | Episodios (1 - 25) | Episodios (1 - 25) | Episodios (1 - 25) | Episodios (1 - 25) | Episodios (1 - 25) |
| Pretendiente | 1                  | 2                  | 3                  | 4                  | 5                  | 6                  | 7                  | 8                  | 9                  | 10                 | 11                 | 12                 | 13                 | 14                 | 15                 | 16                 | 17                 | 18                 | 19                 | 20                 | 21                 | 22                 | 23                 | 24                 | 25                 |
| ------------ | ------------------ | ------------------ | ------------------ | ------------------ | ------------------ | ------------------ | ------------------ | ------------------ | ------------------ | ------------------ | ------------------ | ------------------ | ------------------ | ------------------ | ------------------ | ------------------ | ------------------ | ------------------ | ------------------ | ------------------ | ------------------ | ------------------ | ------------------ | ------------------ | ------------------ |
| Andrés       | Sigue              | Sigue              | Sigue              | Sigue              | Gana               | Sigue              | Sigue              | Gana               | Sigue              | Sigue              | Sigue              | Sigue              | Sigue              | Sigue              | Sigue              | Gana               | Sigue              | Nominado           | Gana               | Gana               | Sigue              | Nominado           | Sigue              | Gana               | Gana               |
| Arie         | Elim.              | No estaba          | No estaba          | No estaba          | No estaba          | No estaba          | No estaba          | No estaba          | No estaba          | No estaba          | No estaba          | Gana               | Sigue              | Sigue              | Sigue              | Gana               | Sigue              | Nominado           | Gana               | Sigue              | Sigue              | Sigue              | Nominado           | Sigue              | Gana               |
| Edmundo      | Gana               | Sigue              | Sigue              | Gana               | Sigue              | Sigue              | Sigue              | Gana               | Gana               | Nominado           | Gana               | Sigue              | Gana               | Sigue              | Cast.              | Nominado           | Sigue              | Gana               | Gana               | Sigue              | Sigue              | Sigue              | Gana               | Sigue              | Gana               |
| Félix        | No estaba          | No estaba          | No estaba          | No estaba          | No estaba          | No estaba          | No estaba          | No estaba          | No estaba          | No estaba          | No estaba          | No estaba          | Gana               | Sigue              | Gana               | Nominado           | Sigue              | Sigue              | Gana               | Gana               | Gana               | Sigue              | Sigue              | Gana               | Sigue              |
| Nicolás      | Sigue              | Gana               | Sigue              | Sigue              | Gana               | Nominado           | Sigue              | Gana               | Gana               | Sigue              | Sigue              | Sigue              | Gana               | Gana               | Sigue              | Gana               | Sigue              | Gana               | Nominado           | Sigue              | Sigue              | Sigue              | Sigue              | Sigue              | Sigue              |
| Rodrigo      | Sigue              | Sigue              | Sigue              | Sigue              | Sigue              | Gana               | Sigue              | Sigue              | Sigue              | Nominado           | Sigue              | Sigue              | Gana               | Sigue              | Gana               | Gana               | Sigue              | Sigue              | Sigue              | Sigue              | Sigue              | Gana               | Sigue              | Nominado           | Sigue              |
| Sebastián    | No estaba          | No estaba          | No estaba          | No estaba          | No estaba          | No estaba          | No estaba          | No estaba          | No estaba          | No estaba          | No estaba          | No estaba          | Gana               | Sigue              | Gana               | Gana               | Sigue              | Sigue              | Nominado           | Sigue              | Sigue              | Gana               | Sigue              | Gana               | Sigue              |
| Flavio       | Sigue              | Sigue              | Sigue              | Sigue              | Sigue              | Gana               | Sigue              | Sigue              | Nominado           | Sigue              | Sigue              | Sigue              | Sigue              | Sigue              | Gana               | Gana               | Sigue              | Sigue              | Gana               | Sigue              | Sigue              | Sigue              | Sigue              | Elim.              |                    |
| Tomás        | No estaba          | No estaba          | No estaba          | No estaba          | No estaba          | No estaba          | No estaba          | No estaba          | No estaba          | No estaba          | No estaba          | No estaba          | Gana               | Sigue              | Nominado           | Gana               | Sigue              | Sigue              | Sigue              | Sigue              | Gana               | Sigue              | Elim.              |                    |                    |
| Pablo I.     | Sigue              | Sigue              | Nominado           | Gana               | Sigue              | Sigue              | Gana               | Sigue              | Sigue              | Gana               | Sigue              | Sigue              | Sigue              | Sigue              | Sigue              | Gana               | Sigue              | Sigue              | Sigue              | Sigue              | Sigue              | Elim.              |                    |                    |                    |
| Sergio       | Sigue              | Sigue              | Gana               | Sigue              | Sigue              | Sigue              | Nominado           | Gana               | Sigue              | Sigue              | Sigue              | Sigue              | Sigue              | Sigue              | Nominado           | Gana               | Gana               | Sigue              | Elim.              |                    |                    |                    |                    |                    |                    |
| Jorge        | Sigue              | Sigue              | Gana               | Sigue              | Sigue              | Sigue              | Sigue              | Gana               | Sigue              | Sigue              | Gana               | Sigue              | Gana               | Sigue              | Sigue              | Gana               | Sigue              | Elim.              |                    |                    |                    |                    |                    |                    |                    |
| Stefano      | Sigue              | Sigue              | Sigue              | Nominado           | Sigue              | Sigue              | Sigue              | Gana               | Gana               | Gana               | Sigue              | Sigue              | Gana               | Sigue              | Sigue              | Elim.              |                    |                    |                    |                    |                    |                    |                    |                    |                    |
| Pablo V.     | No estaba          | No estaba          | No estaba          | No estaba          | No estaba          | No estaba          | No estaba          | No estaba          | No estaba          | No estaba          | No estaba          | No estaba          | Gana               | Gana               | Elim.              |                    |                    |                    |                    |                    |                    |                    |                    |                    |                    |
| Javier S.J.  | No estaba          | No estaba          | No estaba          | No estaba          | No estaba          | No estaba          | No estaba          | No estaba          | No estaba          | No estaba          | No estaba          | No estaba          | Gana               | Elim.              |                    |                    |                    |                    |                    |                    |                    |                    |                    |                    |                    |
| Víctor       | Sigue              | Sigue              | Sigue              | Sigue              | Sigue              | Gana               | Gana               | Sigue              | Nominado           | Sigue              | Elim.              |                    |                    |                    |                    |                    |                    |                    |                    |                    |                    |                    |                    |                    |                    |
| Óscar        | Sigue              | Sigue              | Gana               | Gana               | Sigue              | Sigue              | Nominado           | Sigue              | Gana               | Elim.              |                    |                    |                    |                    |                    |                    |                    |                    |                    |                    |                    |                    |                    |                    |                    |
| Harold       | Sigue              | Gana               | Sigue              | Gana               | Sigue              | Nominado           | Sigue              | Sigue              | Elim.              |                    |                    |                    |                    |                    |                    |                    |                    |                    |                    |                    |                    |                    |                    |                    |                    |
| Javier M.    | Sigue              | Gana               | Sigue              | Nominado           | Sigue              | Sigue              | Elim.              |                    |                    |                    |                    |                    |                    |                    |                    |                    |                    |                    |                    |                    |                    |                    |                    |                    |                    |
| Giovanny     | Nominado           | Sigue              | Sigue              | Sigue              | Sigue              | Elim.              |                    |                    |                    |                    |                    |                    |                    |                    |                    |                    |                    |                    |                    |                    |                    |                    |                    |                    |                    |
| Sebastián    | Sigue              | Sigue              | Nominado           | Sigue              | Elim.              |                    |                    |                    |                    |                    |                    |                    |                    |                    |                    |                    |                    |                    |                    |                    |                    |                    |                    |                    |                    |
| Harry        | Sigue              | Sigue              | Sigue              | Elim.              |                    |                    |                    |                    |                    |                    |                    |                    |                    |                    |                    |                    |                    |                    |                    |                    |                    |                    |                    |                    |                    |
| José         | Sigue              | Gana               | Elim.              |                    |                    |                    |                    |                    |                    |                    |                    |                    |                    |                    |                    |                    |                    |                    |                    |                    |                    |                    |                    |                    |                    |
| Pablo        | Nominado           | Elim.              |                    |                    |                    |                    |                    |                    |                    |                    |                    |                    |                    |                    |                    |                    |                    |                    |                    |                    |                    |                    |                    |                    |                    |
| David        | Elim.              |                    |                    |                    |                    |                    |                    |                    |                    |                    |                    |                    |                    |                    |                    |                    |                    |                    |                    |                    |                    |                    |                    |                    |                    |

### Recta Final
| Edmundo   | 5.º       | Sigue | 1.º       | --- | Sigue | 2.º       | 2.º       | 2.º        | Ganador   |  |
| Sebastián | 2.º       | Gana  | 5.º       | 1.º | Gana  | 3.º       | 3.º       | 1.º        | 2.º Lugar |  |
| Félix     | 4.º       | Gana  | 2.º       | --- | Sigue | 1.º       | 1.º       | 3.er Lugar |           |  |
| Rodrigo   | 1.º       | Gana  | 4.º       | 2.º | Gana  | 4.º       | 4.º Lugar |            |           |  |
| Nicolás   | 3.º       | Gana  | 3.º       | 3.º | Gana  | 5.º Lugar |           |            |           |  |
| Andrés    | 6.º       | Gana  | 6.º Lugar |     |       |           |           |            |           |  |
| Arie      | 7.º Lugar |       |           |     |       |           |           |            |           |  |

     Ganó una cita individual.

     Ganó una cita grupal.

     Ingresa a la competencia y ganó una cita grupal.

     Pretendiente que ganó una cita grupal y estuvo riesgo.

     Pretendiente que fue escogido por Carolina, como posible eliminado.

     Pretendiente que ganó una cita grupal y fue eliminado.

     Pretendiente eliminado. (Ceremonia)

     Pretendiente eliminado. (A Ciegas)

     Pretendiente que ganó el repechaje.

     Pretendiente que fue considerado para el repechaje. 

     Pretendiente que ganó una cita grupal, es retirado de la competencia por conducta antideportiva y por decisión de sus compañeros vuelve a competir. 

## Audiencia
| Horário              | # Eps. | Estreno            | Estreno         | Final               | Final           | Posición | Temporada | Alto |
| Horário              | # Eps. | Data               | Primer capítulo | Data                | Último capítulo | Posición | Temporada | Alto |
| -------------------- | ------ | ------------------ | --------------- | ------------------- | --------------- | -------- | --------- | ---- |
| Lunes - Jueves 22:00 | 93     | 7 de enero de 2008 | 21,6            | 10 de abril de 2008 | 40,0            | 1        | 2008      | 21,1 |

## Banda sonora
1. Dentro de mi - Edmundo Varas
2. Quédate aquí - Félix Soumastre
3. Juntos los dos - Sebastían Carter
4. Atrévete - Nicolás Stange
5. Estrellas en tus ojos - Arie Elbelman
6. Mansión del bacilón - Pablo Iturra
7. Ocho letras - Tomás Castillo
8. El jaboneo - Rodrigo Figueroa
9. Estar junto a ti - Andrés Marín